# Валдайский Иверский монастырь
Валда́йский И́верский Богоро́дицкий Святоозе́рский монасты́рь — православный мужской монастырь на Сельвицком острове Валдайского озера в Валдайском районе Новгородской области, в 10 км от города Валдай. Один из трёх монастырей, построенных по инициативе патриарха Никона, — наряду с Новоиерусалимским и Крестным.
Не путать со Святоезерским Иверским монастырём в Ивановской области.

## История
Взойдя 25 июля 1652 года на патриарший престол, Никон высказал своё намерение основать в России монастырь по образу и подобию Иверского монастыря на горе Афон. Царь Алексей Михайлович одобрил предприятие патриарха и выделил из казны средства для устройства обители. По свидетельству Павла Алеппского, монастырь предполагалось строить в «афонских архитектурных традициях», даже монашеские облачения должны были соответствовать греческим образцам.
Выбор места для монастыря связан с видением, которое Никон имел во время путешествия на Соловки за мощами митрополита Филиппа. Летом 1653 года началось строительство, а к осени были построены и готовы к освящению две деревянные церкви. Соборный храм был освящён в честь Иверской иконы Божией Матери, а тёплый — во имя святителя Филиппа Московского. Первым настоятелем монастыря патриарх назначил архимандрита Дионисия.
При первом посещении строящейся обители в феврале 1654 года Никон переименовал посад Валдайский в село Богородицкое, а также нарёк Валдайское озеро Святым, предварительно освятив его и опустив на дно Евангелие и крест (так гласит местное предание). Сохранилось письмо патриарха царю, где он сообщает о видении над островом знамения в виде огненного столпа. Сам монастырь в дополнение к прежнему названию был назван «Святоозерским».
В 1653 году под наблюдением патриарха началось каменное строительство монастырских храмов и зданий. Никон сам освятил новосозданную обитель; по распоряжению патриарха в феврале 1654 года в монастырь из Боровичского монастыря были перенесены святые мощи праведного Иакова Боровичского.
В мае 1654 года была жалована царская грамота, закреплявшая за обителью не только Валдайское озеро с островами, но и иные вотчины: Боровичи, Яжелбицы, Вышний Волочёк. К обители были приписаны Старорусский и некоторые другие монастыри Новгородской земли.
В 1655 году в монастырь переселилась братия белорусского Оршанского Кутеинского монастыря в количестве более 70 человек. Среди насельников в то время был будущий патриарх Иоаким, а также Исаакий Полоцкий — брат Симеона Полоцкого. Иноки перевезли с собою на новое место всё имущество и типографию. С приходом кутеинских монахов начали развиваться книгопечатание и переплётное мастерство.

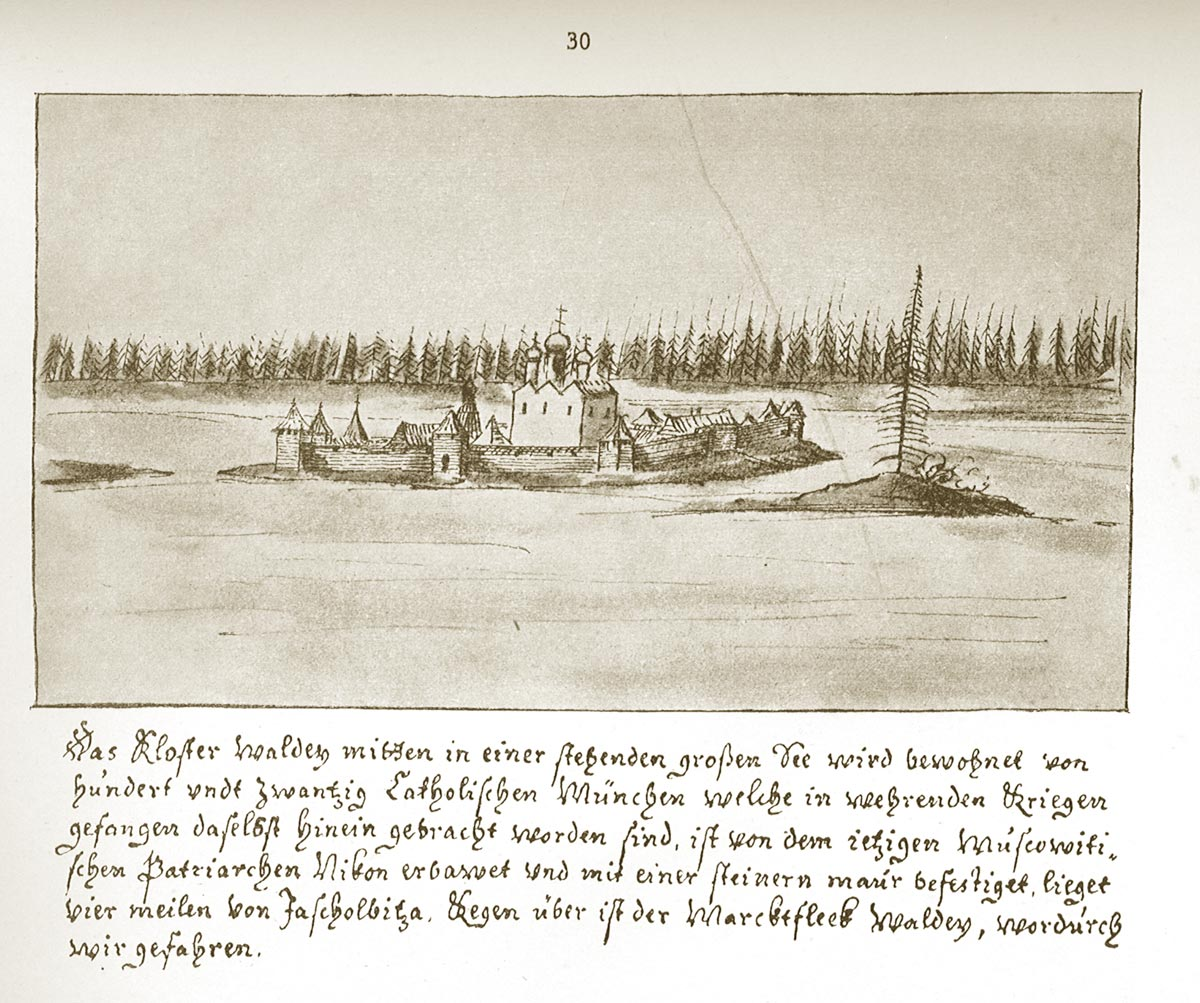
Иверский монастырь в 1661 году

В 1656 году был закончен строительством Успенский собор. 16 декабря того же года он был освящён. На торжество вместе с патриархом прибыли митрополиты Новгородский Макарий и Сарский Питирим, архиепископ Тверской Лаврентий и многочисленное духовенство из различных епархий России. Собор отличает простота и монументальность архитектурных форм. В 2008 году патриархом Алексием II Успенский собор был переименован в собор в честь Иверской иконы Божией Матери.
К началу XVIII века монастырь пришёл в упадок. С 1712 по 1730 год обитель со всем имуществом и землёй была приписана к строившемуся Александро-Невскому монастырю. В обитель северной столицы перевезли даже большой монастырский колокол. В 1764 году Иверский монастырь был положен в первом классе.
В 1858 году Фёдор Верховцев создал новую раку для мощей преподобного Иакова Боровичского, которая находилась в Успенском соборе.
В июне 1918 года братия и прихожане монастыря оказали сопротивление отряду милиции, пытавшемуся описать и изъять монастырские запасы продовольствия, архимандриту Иосифу удалось предотвратить кровопролитие. В 1919 году монастырь был преобразован в Иверскую трудовую артель, насчитывавшую 70 человек и имевшую 5 гектаров монастырских угодий и 200 гектаров под садами, огородами, пахотой, пастбищами.
В 1927 году артель обследовал Наркомзем, в отчёте которого было отмечено, что трудовая община «слишком тесно связана с Иверской чудотворной иконой». Последнее замечание послужило поводом для снятия артели с регистрации; монашеская община была ликвидирована, а Иверская икона в дорогом окладе увезена в неизвестном направлении.
Впоследствии на территории монастыря были: историко-архивный музей, музей краеведения, мастерские, дом инвалидов для участников Великой Отечественной войны, и лесная школа для детей, больных туберкулёзом. В 1970-е годы на острове был создан посёлок, а на территории монастыря была открыта база отдыха.

## Настоятели Иверского монастыря
- Иаков (1653)
- Иоиль
- Дионисий I (1654—1655)
- Дионисий II (1655—1658)
- Иосиф I (1658 — 6 апреля 1660)
- Филофей (упом. 1659 — 18 апреля 1669)
- Феодосий (1669 — 18 октября 1672)
- Евмений (1672 — 19 июля 1681)
- Иосиф II (упом. 1683 — 1 января 1692)
- Феогност (1692 — 28 октября 1693)
- Антоний I (1693—1694)
- Тарасий I
- Аарон (Еропкин) (1704—1708)
- Вениамин I (упом. 1710)

В 1712—1730 монастырь был приписан к Александро-Невскому монастырю С.-Петербурга
- Филарет (1731 — ?)
- Серафим
- Авраамий (ум. 10 января 1734)
- Иоанн (Ястрембский)[7]
- Трифилий (май 1747 — ?)
- Дамаскин (Аскаронский) (7 января 1751—1758)
- Пахомий (Добрыня) (1758 — 12 ноября 1769)
- Виктор (Онисимов) (1770 — 8 мая 1775)
- Тарасий (Вербицкий) (1775 — 14 мая 1778)
- Дорофей (14 мая 1778 — март 1783)
- Амвросий (Андриевский) (1783 — 13 августа 1791)
- Николай (Киждобрянский) (17 августа 1791—1795)
- Антоний (Знаменский) (7 апреля 1795 — 9 октября 1799)
- Феофилакт (Русанов) (октябрь — декабрь 1799)
- Иустин (Вишневский) (9 декабря 1799—1800)
- Амвросий (Протасов) (27 марта 1800—1802)
- Парфений (Петров) (14 июня 1802—1804)
- Флавиан (Ласкин) (12 января 1804 — февраль 1807)
- Евграф (Музалевский-Платонов) (10 октября 1808 — 9 августа 1809)
- Вениамин (Жуков) (9 августа 1809 — 14 мая 1811)
- Амвросий (Рождественский-Вещезеров) (11 сентября 1811 — 28 января 1816)
- Владимир (Ужинский) (7 марта 1816 — 10 марта 1819)
- Гедеон (Федотов), архим. (1819 — 18 января 1822)
- Герасим (Гайдуков) (21 марта 1822 — 25 февраля 1829)
- Арсений (Кайзеров) (1829—1840)
- Иннокентий (Арешников) (июнь 1840 — 28 сентября 1847)
- Петр (1848—1851)
- Ириней (Боголюбов) (30 апреля 1851 — 30 сентября 1853)
- Иларион (Воскресенский) (октябрь 1853—1854)
- Лаврентий (Макаров) (май 1854 — декабрь 1873)
- Вениамин (Поздняков) (1874—1877)
- Амвросий (Клименко) (1877 — 7 ноября 1883)
- Леонид (Ильяшкевич) (13 января 1884 — еще 1892)
- Амвросий (1895—1906)
- Иосиф (Николаевский) (1906—1930)

- Настоятель митрополит Лев (Церпицкий) (1991 — по настоящее время)
- Наместник Стефан (Попков) (1991—1997)
- Наместник Ефрем (Барбинягра) (5 мая 1997 — 26 июнь 2002)
- Наместник Нил (Михайлов) (26 июня — 10 декабря 2002)
- Наместник Никандр (Степанов) (декабрь 2002 — 25 ноября 2007)
- Наместник Ефрем (Барбинягра) (с 25 ноября 2007 — 5 февраля 2012)
- Наместник Антоний (Битьмаев) (с 5 февраля 2012 — по настоящее время)

## Восстановление и новейшая история
В 1991 году монастырь, находившийся в аварийном состоянии, был возвращён Новгородской епархии. Первым наместником монастыря после передачи его епархии стал игумен Стефан (Попков). В 1998 году архиепископ Лев (Церпицкий) освятил церковь Богоявления. Были возобновлены богослужения в Успенском соборе. В конце 2007 года завершилась комплексная реставрация монастыря.

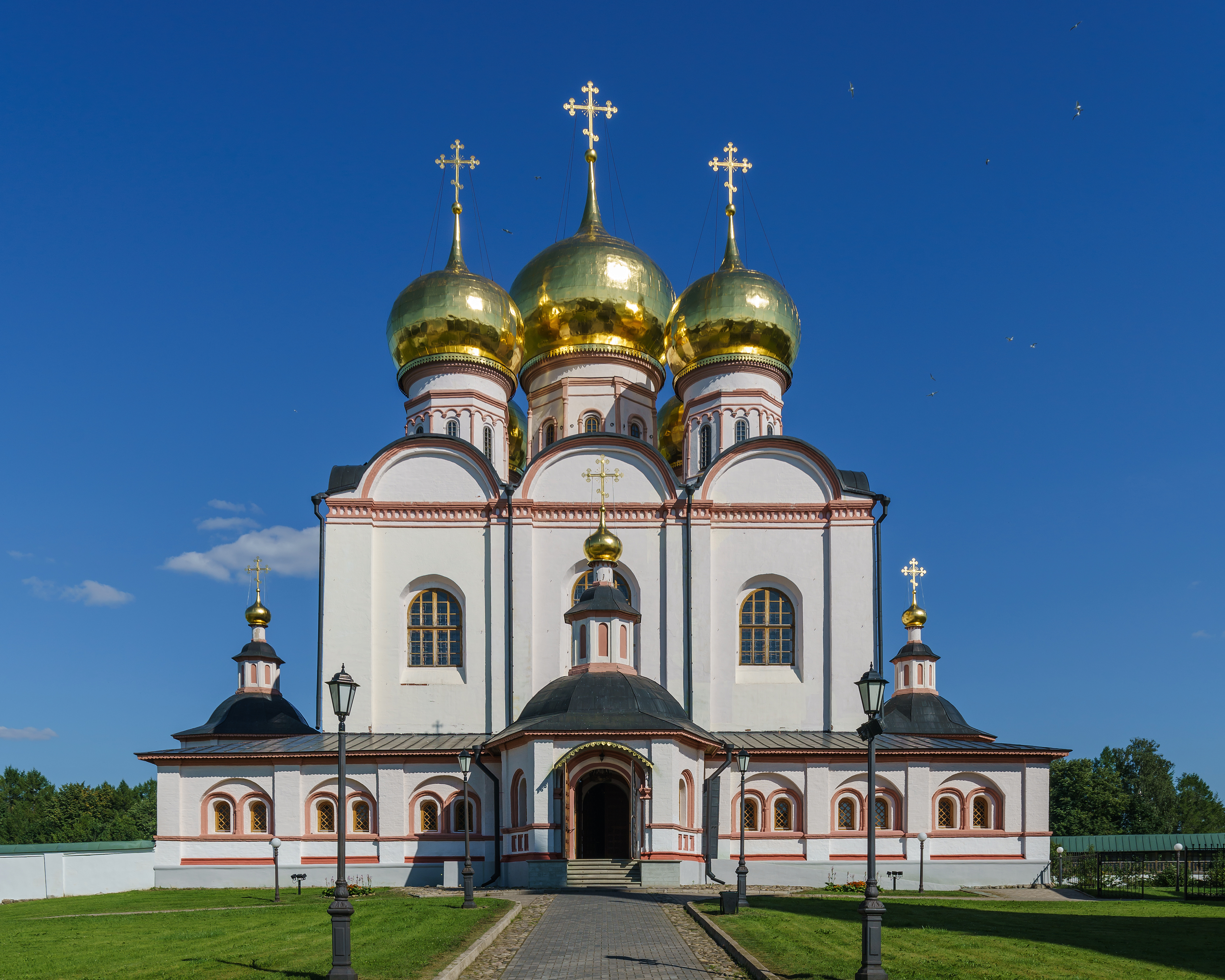
Успенский собор Иверского монастыря

5 мая 1997 года указом архиепископа Льва наместником монастыря был назначен архимандрит Ефрем (Барбинягра). В июне 2002 года он был заменён, а 25 ноября 2007 года указом патриарха Алексия II восстановлен в должности.
Святыней обители стал список Иверской иконы Божией Матери, который в 1950—1980-х годах хранился в единственной действующей церкви Валдайского района — Петропавловской (кладбищенской) в городе Валдае. Её новая драгоценная риза, изготовленная мастерами Златоуста — А. И. Лохтачевым, Н. В. Лохтачевой и Д. А. Лохтачевым, была освящена 25 декабря 2006 года.
В ходе реставрации в 2007 году были уничтожены монастырский ледник XVIII века и фрагмент росписи конца XVII — начала XVIII веков на южной грани центрального столба трапезного храма. Несмотря на обращения Росохранкультуры в управление Прокуратуры РФ по Северо-Западному федеральному округу, никаких мер принято не было.
11 января 2008 года для освящения восстановленного Успенского (Иверского) собора прибытием в монастырь ожидался патриарх Алексий II. 12 января патриарх совершил Божественную литургию в соборном храме, перед тем совершив чин малого освящения собора. После литургии патриарх совершил молебен, на котором присутствовал президент России Владимир Путин.
В апреле 2008 года появились сообщения о решении впервые позолотить пять куполов Иверского собора, на что «понадобится около трёх тысяч так называемых „золотых книжек“». Нынешняя пёстрая раскраска фасадов и золочение куполов не имеют прецедентов в истории обители: с момента своего возведения купола всегда были покрыты медью.
19 сентября 2009 года Валдайский Иверский монастырь посетил патриарх Кирилл. В январе 2011 года закончена реставрация фресковой живописи Успенского (Иверского собора), в алтаре и во всем храме до нижнего яруса. Есть небольшой музей, посвящённый патриарху Никону и истории монастыря.
Решением Священного синода от 27—28 декабря 2011 года митрополит Лев назначен (журнал № 173) главой Новгородской митрополии и утверждён (журнал № 169) в должности настоятеля (священноархимандрита) Иверского Валдайского мужского монастыря. Управляющей делами монастыря назначена монахиня Ирина (Фролова).

## Состав и архитектура
- Собор Успения Пресвятой Богородицы (1653—1656)
- Трапезная Богоявленская церковь (1657—1658) с хлебней и квасоварней (1668—1669)
- Надвратная церковь Михаила Архангела (1680-е годы, верх перестроен в конце XVIII века)
- Надвратная церковь Филиппа, митрополита Московского (1874)
- Больничная церковь Иакова Боровичского с больничной и трапезной палатами (1702, перестроена в XIX веке)
- Шатровая колокольня (1679—1689)
- Наместнический корпус (XVII век)
- Казначейский корпус (1680-е годы)
- Братский корпус (начало XVIII века)
- Корпуса странноприимный, гостиный, конюшенный (XIX век)
- Каменная ограда с башнями XVIII века
- Николаевская (Михайловская) башня (1680-е годы)
- Часовня с усыпальницей Панаевых (1870)

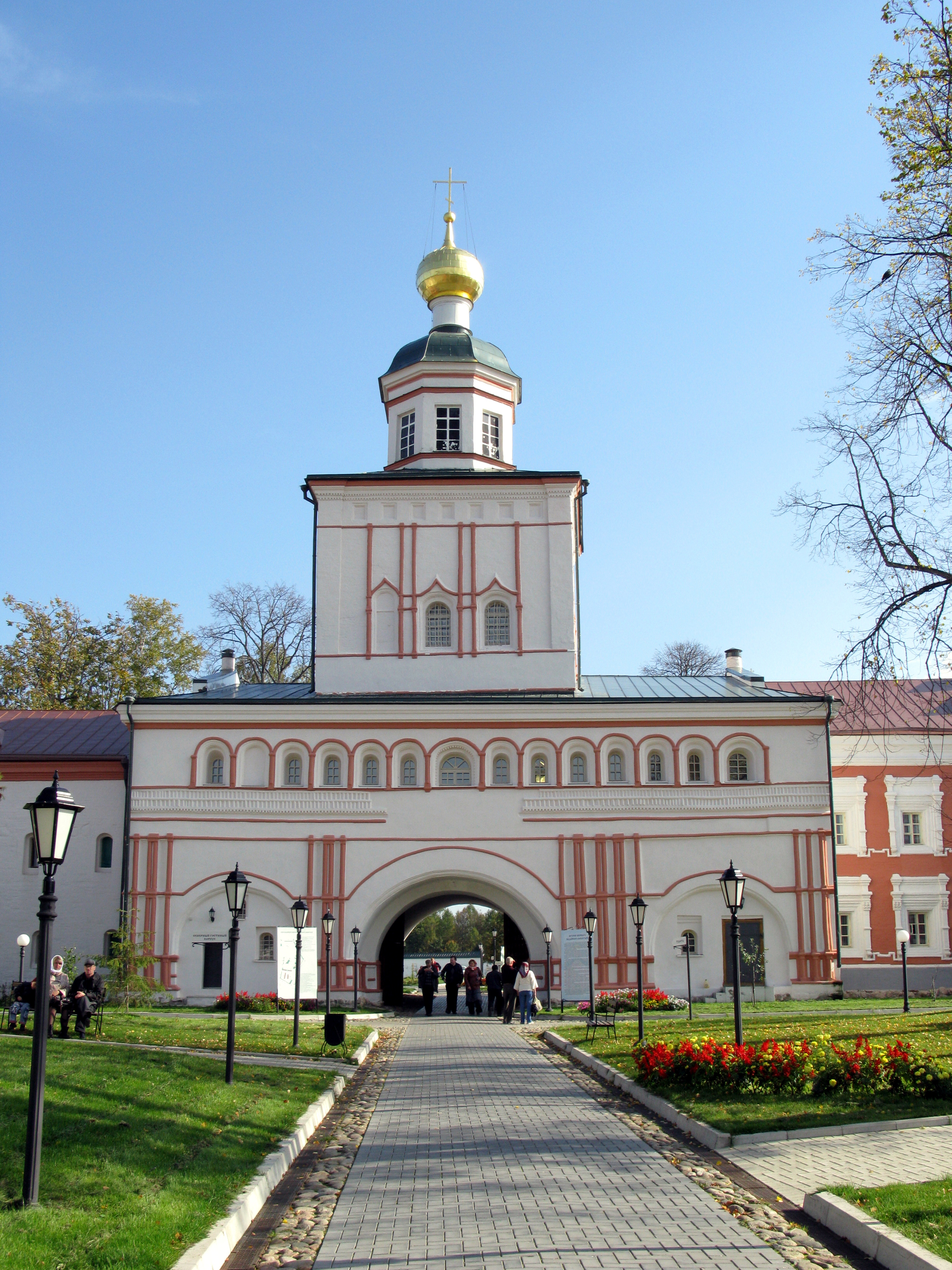
Надвратная церковь Архистратига Михаила
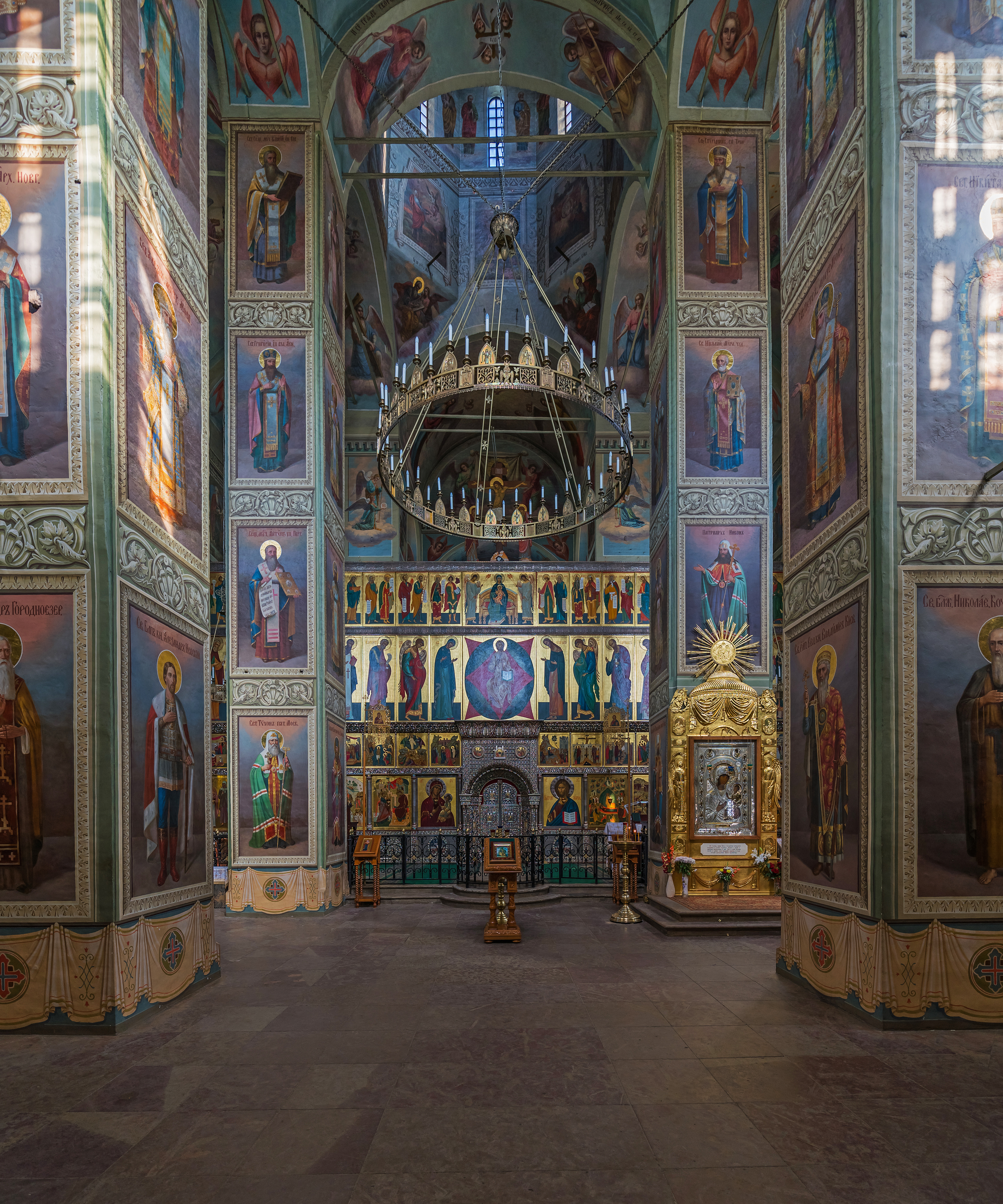
Иверский собор: внутреннее пространство
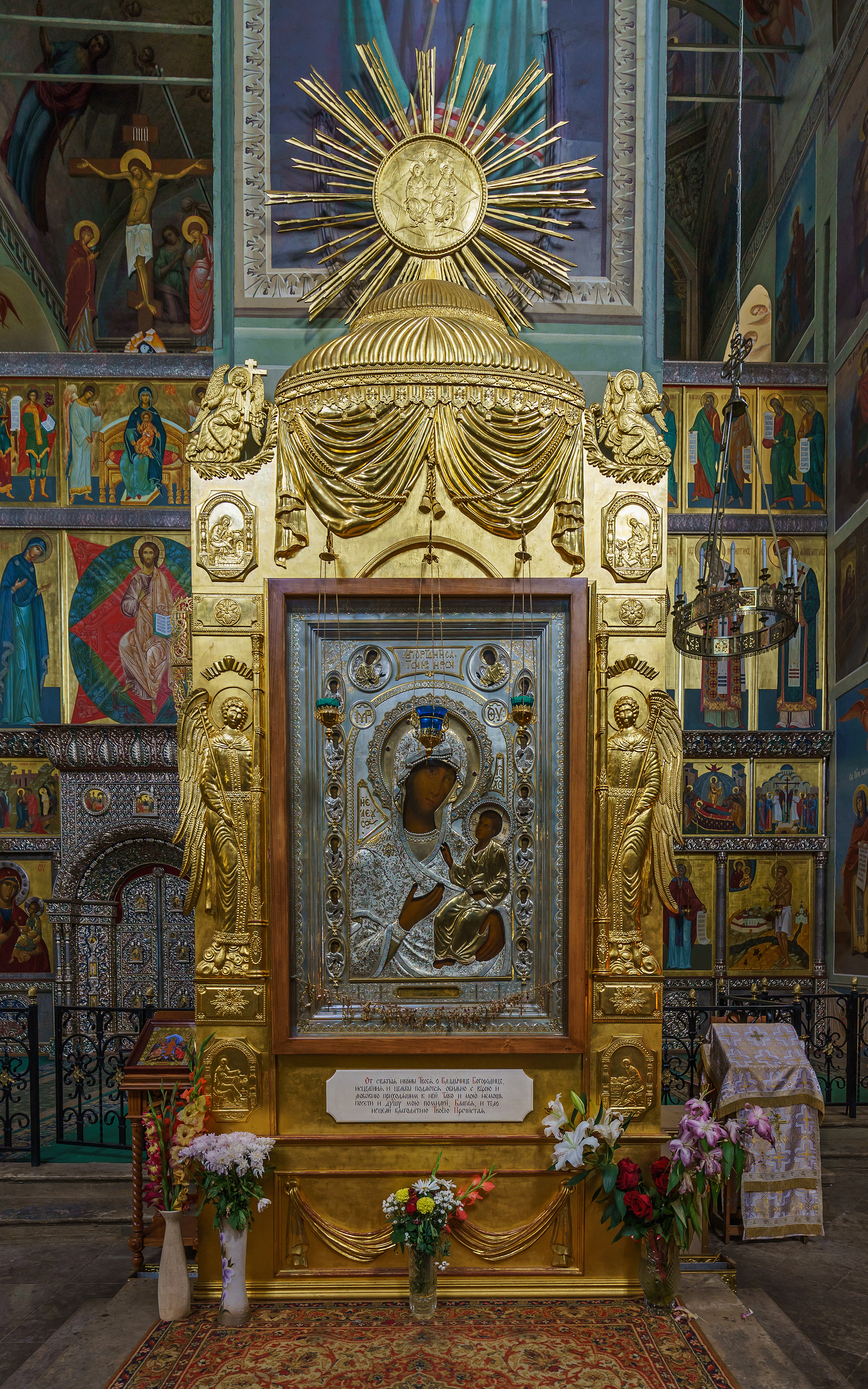
Иверский собор: Иверская икона Божией Матери
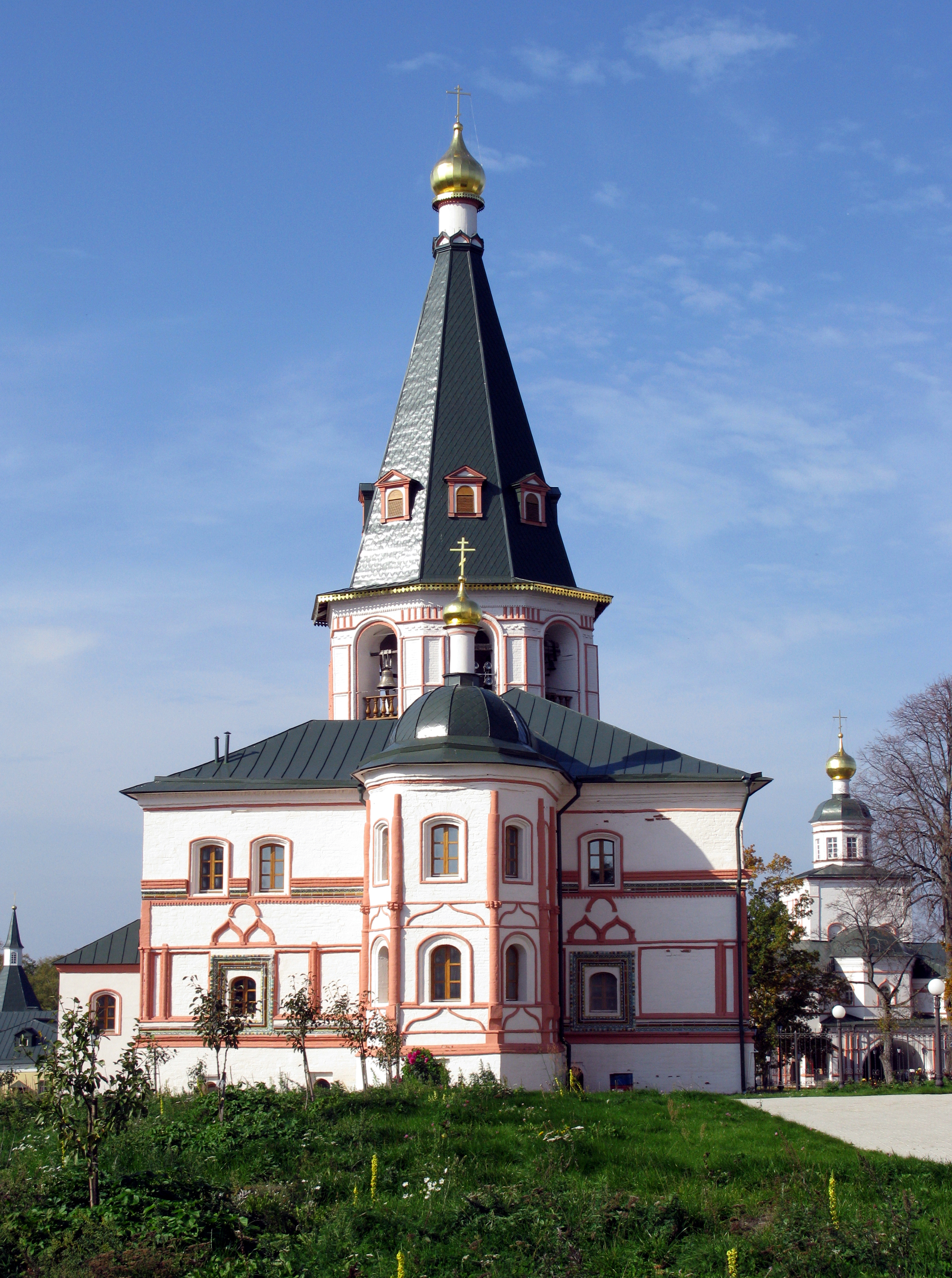
Настоятельский корпус (вид с востока) с колокольней на заднем плане
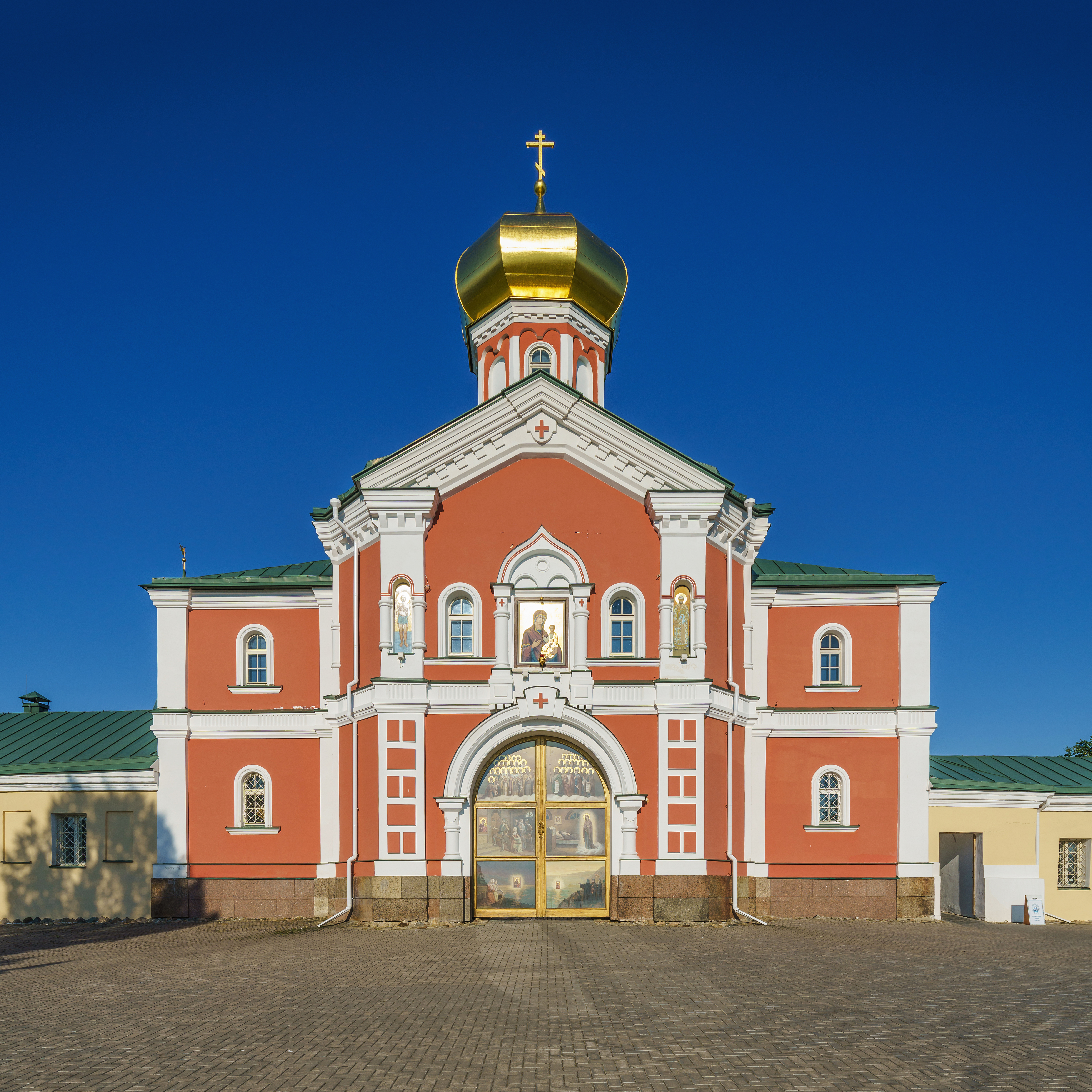
Святые врата с надвратной церковью святителя Филиппа
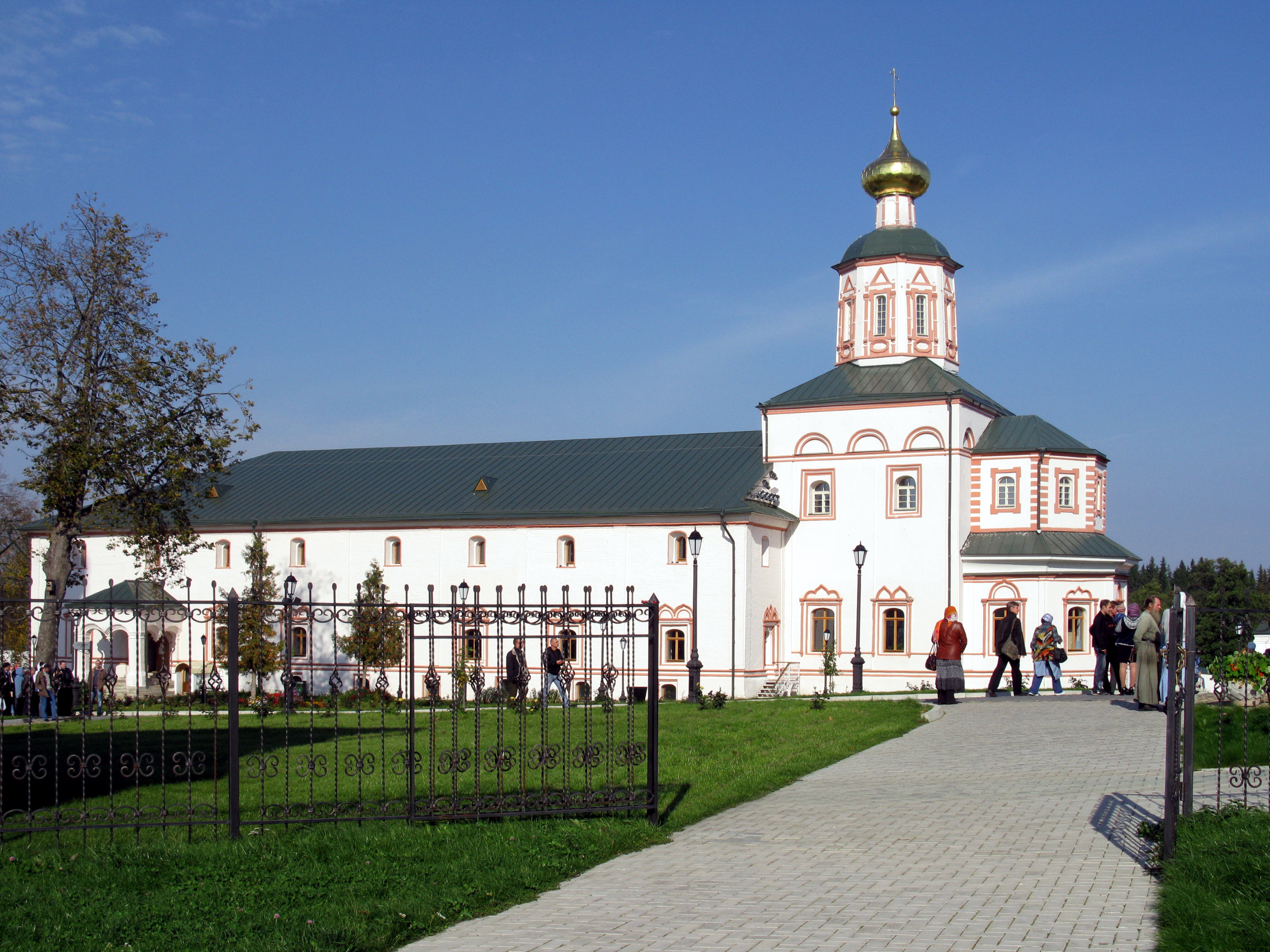
Трапезная с церковью Богоявления Господня
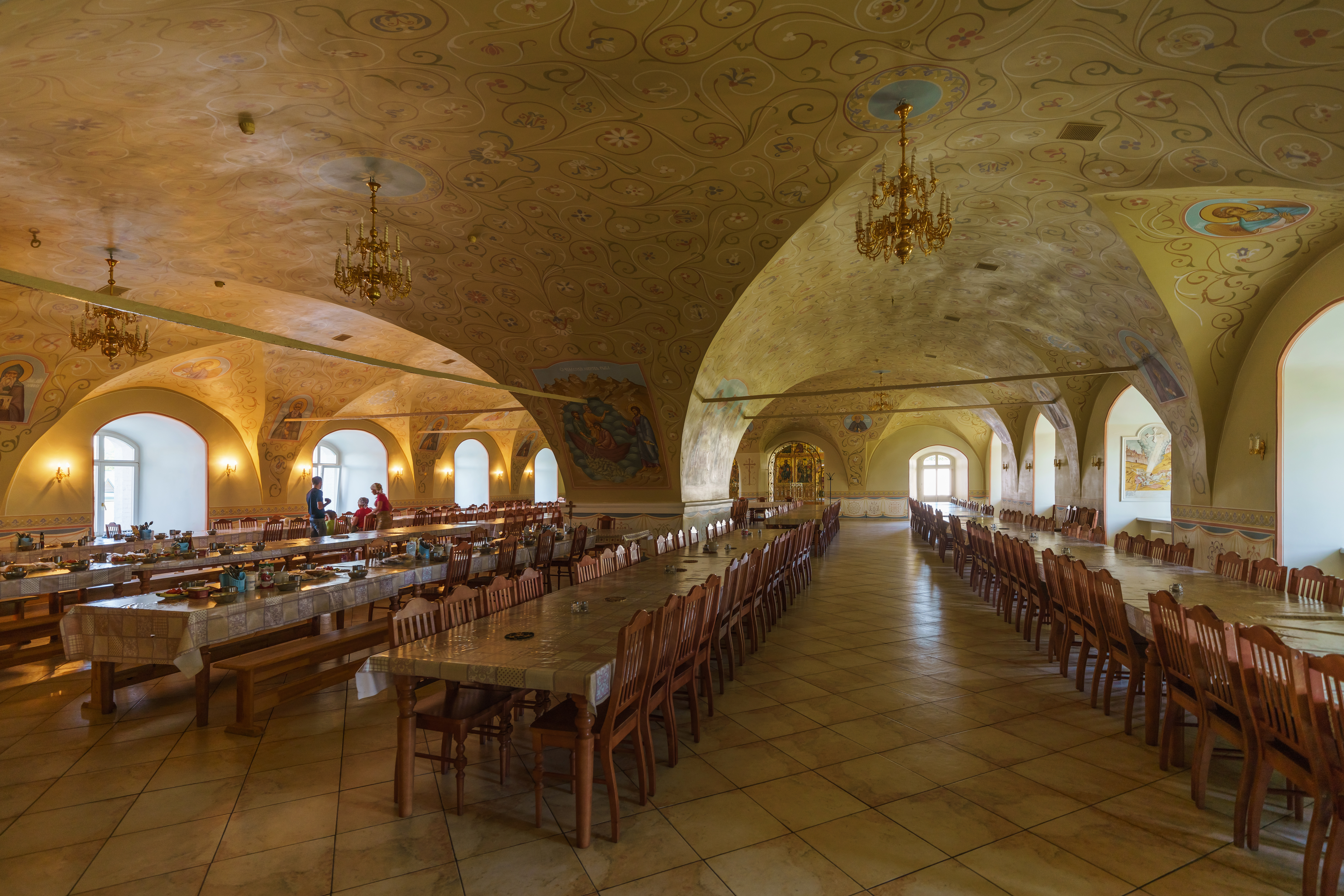
Трапезная палата
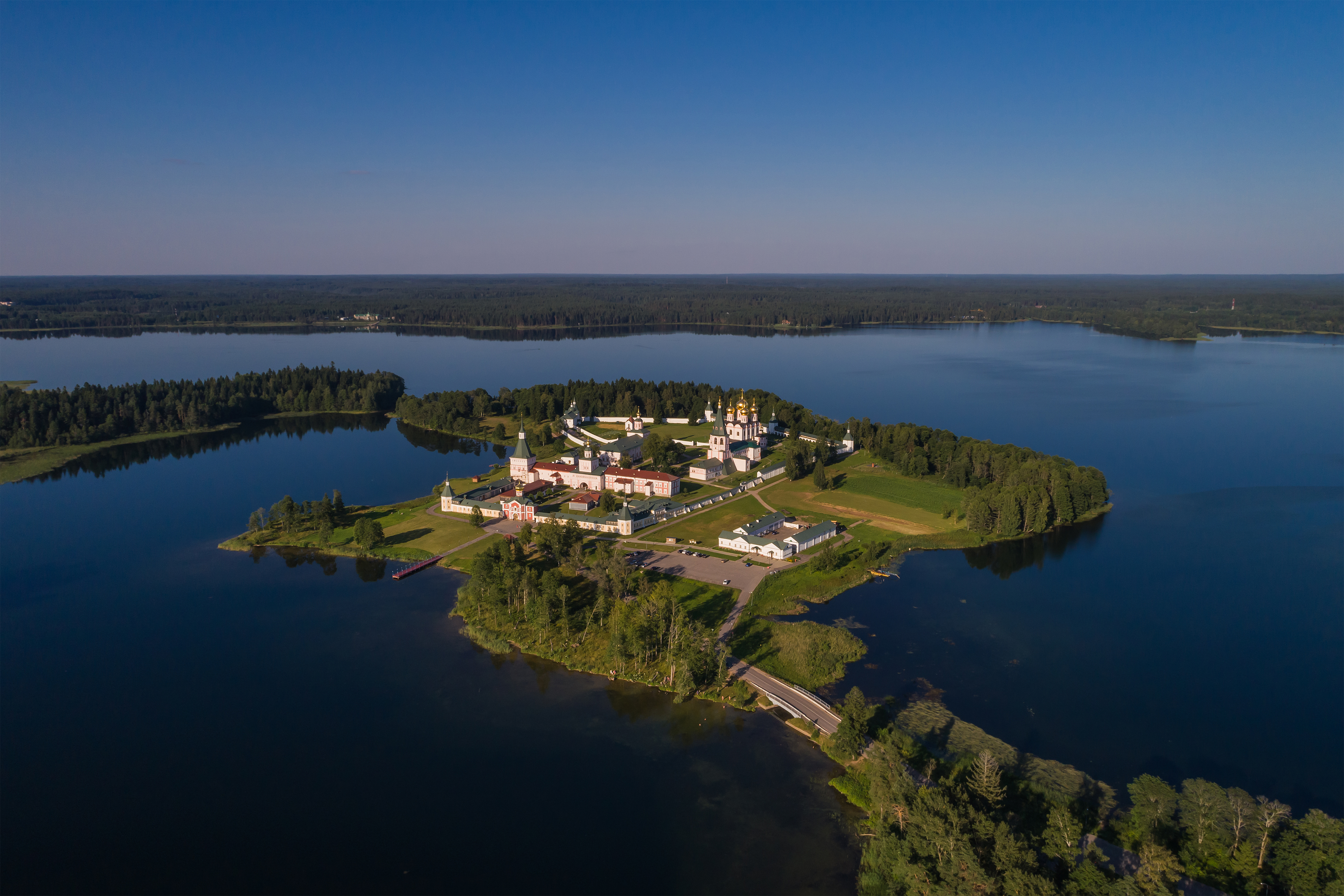
Аэрофотосъёмка монастыря
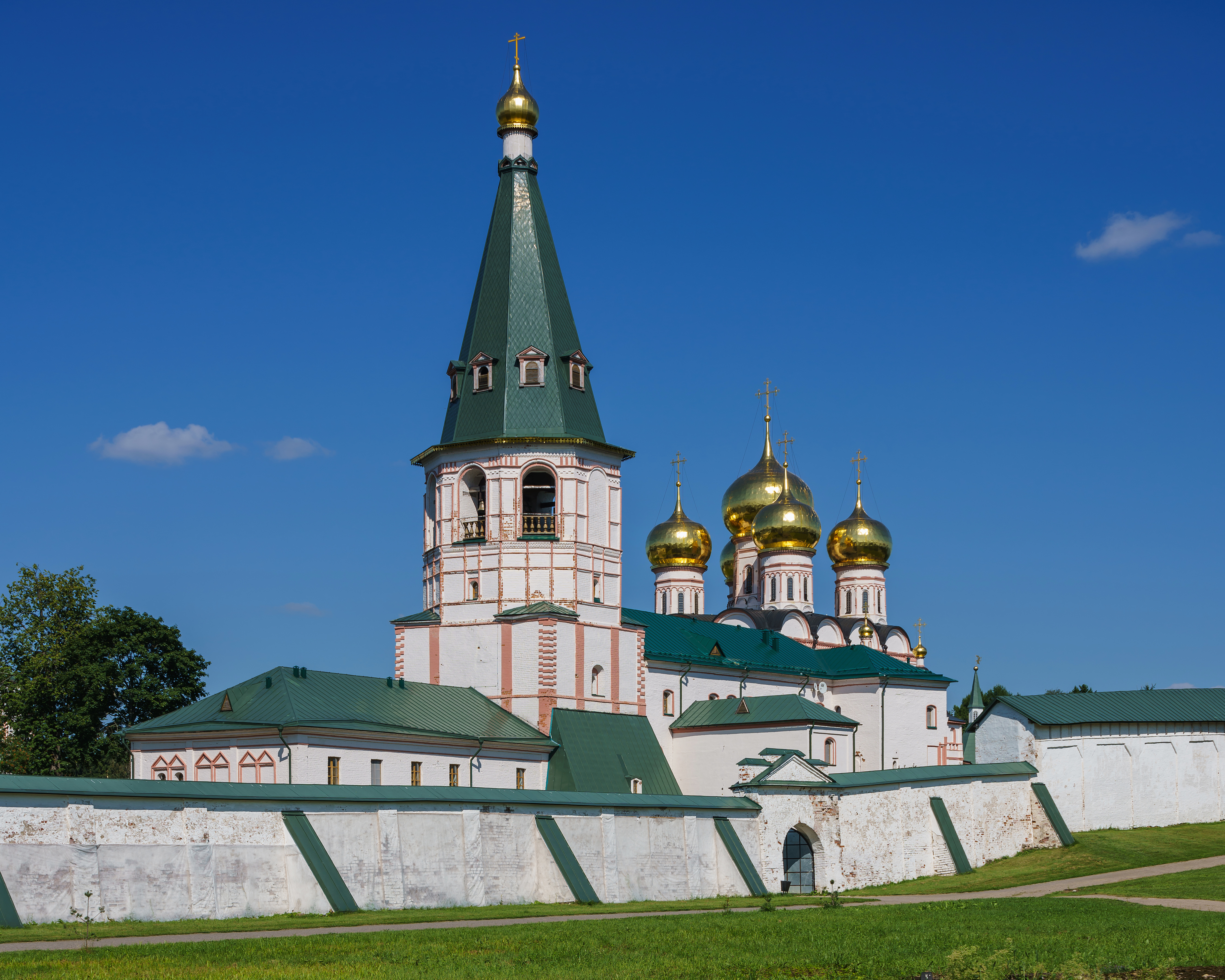
Общий вид ансамбля снаружи
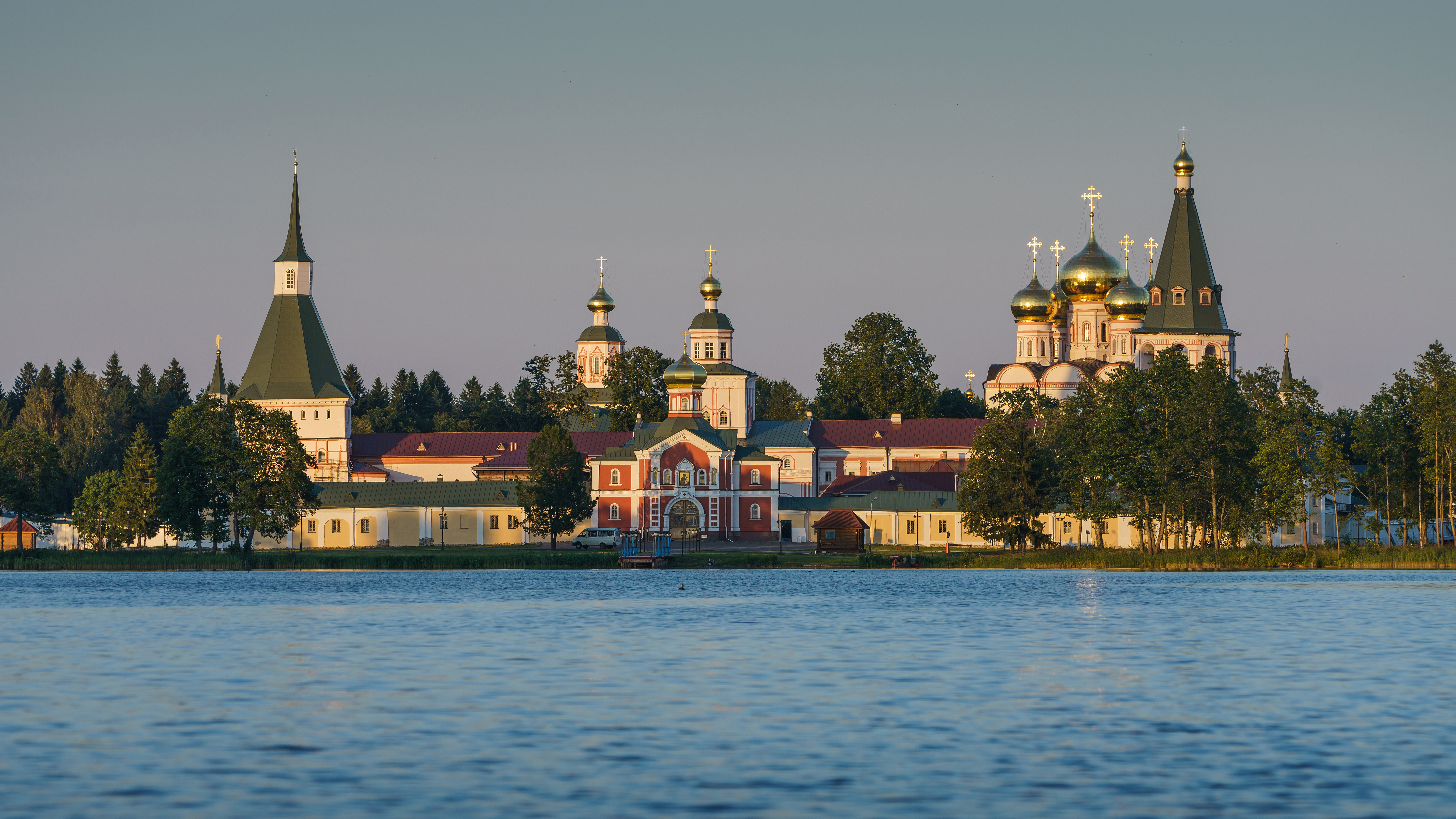
Вид с озера